# 女神 (詩集)
《女神》是郭沫若的首部詩集，也是中國新詩的早期代表作品。1921年8月由上海泰東書局出版。
集中共收詩57首（含三齣詩劇），創作於作者留日期間的1918年－1921年。部分作品曾先在宗白華主編的上海《時事新報》副刊《學燈》發表過。
《女神》收於人民文學出版社出版《郭沫若全集》文學編第1卷；另有單行本行世。在香港則由三聯書店出版單行本（三聯文庫60）。

## 目錄
- 序诗

### 第一輯
- 女神之再生（詩劇）
- 湘累（詩劇）
- 棠棣之花（詩劇）

### 第二輯
- 凤凰涅槃
- 天狗
- 心灯
- 炉中煤
- 无烟煤
- 日出
- 晨安
- 笔立山头展望
- 浴海
- 立在地球边上放号
- 三个泛神论者
- 电火光中
- 地球，我的母亲！
- 雪朝
- 登临
- 光海
- 夜步十里松原
- 我是个偶像崇拜者
- 太阳礼讚
- 沙上的脚印
- 新阳关三叠
- 金字塔
- 巨炮之教训
- 匪徒颂
- 胜利的死
- 辍了课的第一点钟裡
- 夜
- 死

### 第三輯
- Venus
- 别离
- 春愁
- 司健康的女神
- 新月与白云
- 死的诱惑
- 火葬场
- 鷺鷥
- 鸣蝉
- 晚步
- 春蚕
- 蜜桑索罗普之夜歌
- 霁月
- 晴朝
- 岸上
- 晨兴
- 春之胎动
- 日暮的婚筵
- 新生
- 海舟中望日出
- 黄浦江口
- 上海印象
- 西湖纪遊

## 修改
《女神》中部分詩作原發表於《時事新報》副刊《學燈》，收入本書時曾略作修改；1928年作者出版《沫若詩集》時，亦曾修改〈鳳凰涅槃〉一詩的結尾。這些修改主要出於藝術考量。但1928年《沫若詩集》對《女神》所收詩篇的改動，更多地出於政治因素──因郭沫若在1920年代中期以後已成為馬克思主義者，並加入中國共產黨，思想遠比創作《女神》時來得左傾。
如〈晨安〉一詩，鄧南遮（義大利法西斯主義文學家）改為達‧芬奇；〈巨砲之教訓〉中「自由」、「人道」、「正義」改為「階級消滅」、「民族解放」、「社會改造」；〈匪徒頌〉中羅素、哥爾棟改為馬克思、恩格斯……等等。

## 評價
一般認為《女神》以浪漫主義為基調，並受到泛神論思想與19世紀美國詩人惠特曼的影響。其特色在於氣象宏大，風格狂飆激烈，強調冲破传统的禁锢以追求理想，相當震撼人心。惠特曼的自由詩句子長而口語化，《女神》一詩就受惠特曼影響，著重詩句節奏，每行重複特定的字詞，而不用押韻。
闻一多说：五四时期的青年“心里只塞满了叫不出的苦，喊不尽的哀。他们的心也快塞破了。忽地一个人用海涛的音调，雷霆的声响替他们全盘唱出来了，这个人便是郭沫若。”（闻一多：《〈女神〉之时代精神》）
《女神》亦常受人批評過於空泛、粗糙，有些詩作缺乏美感，不耐細讀，虛浮叫囂，浪漫濫情，幼稚可笑，淪為口號的堆砌。

## 影響
《女神》一度被稱為中國第一部新詩集；實際上胡適的《嘗試集》出版最早。但《嘗試集》未能擺脫舊詩格調，影響不大；《女神》則以其自由的形式、狂放不羈的風格而轟動一時，廣受青年歡迎，對中國現代文學的影響遠大於《嘗試集》。

## 外部連結
- 國學網─國學大師─郭沫若─女神（页面存档备份，存于）
- 郭沫若：《女神》（页面存档备份，存于）